# قائمة وزارات العراق
قائمة وزارات العراق، يتكوّنُ النّظام الوزاري في العراق من 23 وزارةً، بحيث أن هذه الوزارات لها عضويتها الدائمة في مجلس الوزراء العراقي.

## الوزارات
| #  | الشعار | اسم الوِزارة                                               | تاريخ التأسيس        | المقرّ الرّئيسي | مُلاحظات |
| -- | ------ | --------------------------------------------------------- | -------------------- | ------------- | --- |
| 1  |        | وزارة الداخلية (العراق)                                   | 25 أكتوبر 1920       | بغداد         | |
| 2  |        | وزارة الدفاع (العراق)                                     | 1921                 | بغداد         | |
| 3  |        | وزارة العدل                                               | 1920                 | بغداد         | |
| 4  |        | وزارة الخارجية                                            | 1924                 | بغداد         | |
| 5  |        | وزارة التربية (العراق)                                    | 12 كانون الثاني 1970 | بغداد         | كانت تسمى سابقاً وزارة المعارف |
| 6  |        | وزارة المالية                                             | 1920                 | بغداد         | |
| 7  |        | وزارة التعليم العالي والبحث العلمي                        | 12 كانون الثاني 1970 | بغداد         | كانت تسمى سابقاً وزارة المعارف |
| 8  |        | وزارة النفط                                               | 1961                 | بغداد         | |
| 9  |        | وزارة العمل والشؤون الاجتماعية                            | 20 أيلول 1939        | بغداد         | |
| 10 |        | وزارة الكهرباء                                            | 2003                 | بغداد         | تأسست هيئة الكهرباء سنة 1999 بعد أن كانت دوائر الكهرباء مرتبطة بوزارة الصناعة والمعادن، وكان مدير هيئة الكهرباء بدرجة وزير. |
| 11 |        | وزارة الهجرة والمهجرين                                    | 2009                 | بغداد         | طبقا لأحكام البند (أولاً) من المادة (61) وأحكام الفقرة (أ) ولمضي المدة القانونية المنصوص عليها في البند (خامساً) من المادة (138) من الدستور. صدر القانون الأتي : رقم (21) لسنة 2009 قانون وزارة الهجرة والمهجرين تؤسس وزارة تسمى (وزارة الهجرة والمهجرين) تتمتع بالشخصية المعنوية ويُمثلها وزير الهجرة والمهجرين أو من يخوله. |
| 12 |        | وزارة الموارد المائية                                     | 2004                 | بغداد         | وفي 10 مايو، 2004، أعلن رئيس سلطة الائتلاف المؤقتة بول بريمر، أن الوزارة مستقلة ذاتياً بشكل كامل، وكان لطيف رشيد شاغلاً لمنصب الوزارة. |
| 13 |        | وزارة الاعمار والإسكان والبلديات والأشغال العامة (العراق) | 2003                 | بغداد         | |
| 14 |        | وزارة الإتصالات                                           | 2003                 | بغداد         | تأسست وزارة الاتصالات في ايلول عام 2003 بعد ما كانت الشركة العامة للاتصالات والبريد إحدى تشكيلات وزارة النقل والمواصلات |
| 15 |        | وزارة الشباب والرياضة                                     |                      | بغداد         | |
| 16 |        | وزارة الثقافة والسياحة والآثار (العراق)                   | 1975                 | بغداد         | |
| 17 |        | وزارة التجارة (العراق)                                    | 1958                 | بغداد         | |
| 18 |        | وزارة الصحة (العراق)                                      | 1920                 | بغداد         | |
| 19 |        | وزارة النقل (العراق)                                      | 1921                 | بغداد         | |
| 20 |        | وزارة التخطيط (العراق)                                    | 1952                 | بغداد         | |
| 21 |        | وزارة الزراعة (العراق)                                    | 1921                 | بغداد         | |
| 22 |        | وزارة الصناعة والمعادن (العراق)                           | 1959                 | بغداد         | |
| 23 |        | وزارة البيئة                                              | 2003                 | بغداد         | |

## الوزارات السابقة
- وزارة حقوق الإنسان (العراق)
- وزارة البيئة (العراق)
- وزارة المعارف (العراق)
- وزير الدولة لشؤون المراة (العراق)
- وزارة الإعلام (العراق)
- وزارة الأوقاف والشؤون الدينية (العراق)